# سیارک ۲۲۰۷
سیارک ۲۲۰۷ (به انگلیسی: 2207 Antenor، نامگذاری:1977QH1) دو هزار و دویست و هفتمین سیارک کشف شده‌است که در ۱۹ اوت ۱۹۷۷ کشف شد.
قدر مطلق سیارک برابر ۸٫۸۹ است.